# Karl Märklin
Karl Märklin (* 1866; † 1930) war ein deutscher Unternehmer.

## Leben
Karl Märklin übernahm 1888 gemeinsam mit seinem Bruder Eugen das von seinem Vater, Theodor Friedrich Wilhelm (1817–1866), im Jahre 1859 gegründete und seit dessen Tod 1866 von der Mutter, Caroline Hettich (1826–1893), weitergeführte Kleinunternehmen zur Herstellung von Puppenküchen-Einrichtungen und Spielzeug-Kochherden und begründete die Offene Handelsgesellschaft Gebrüder Märklin.
Neben Spielwaren stellten sie zunächst noch Haushaltswaren her, erwarben 1891 eine Fabrik für technisches Blechspielzeug in Ellwangen und brachten im selben Jahr ein ausbaufähiges System einer Uhrwerks-Eisenbahn mit genormten Schienen auf den Markt. 1895 führten sie Spielzeugdampfmaschinen, 1897 elektrische Spielzeugeisenbahnen und im folgenden Jahr eine kleinere Spur ein. In London, Paris, Amsterdam, Mailand und Moskau entstanden Musterlager und Verkaufsstellen.
1911 ließen die Gebr. Märklin ein neues Firmengebäude bauen und wandelten das Unternehmen 1920 in eine GmbH um. 1914 nahmen sie Metallbaukästen ins Sortiment auf, führten 1926 das 20-Volt-System ein und orientierten die Modelleisenbahnen zunehmend am Vorbild der Deutschen Reichsbahn. Seit 1935 führte Eugen Märklins Sohn Fritz das Unternehmen weiter.